# Kerygmachela kierkegaardi
Kerygmachela kierkegaardi (лат.) — вид вымерших членистоногих из класса Dinocarida. Известны по остаткам примерно 50 особей, найденным в кембрийских отложениях на Земле Пири (лагерштетт Сириус-Пассет, север Гренландии). Общая длина тела Kerygmachela kierkegaardi составляла около 17,5 см. На переднем конце тела располагалась пара крупных конечностей, несущих по четыре крупных отростка. Грудной (торакальный) отдел представлен 11 сегментами, на каждом из которых находились пара боковых лопастей и пара ходных ног. Небольшой, трапециевидной формы задний отдел тела нёс пару длинных членистых хвостовых шипов.
Родовое название образовано от др.-греч. κήρυγμα — «возвещение» и χηλή — «клешня» и связано с развитым строением передних конечностей; видовое название kierkegaardi дано в честь датского философа Кьеркегора (дат. Kierkegaard).